# Ben Malén
Bernt Erik Malén, född 23 juli 1960 i Ekenäs, känd som Ben Marlene och Ben Malén, är en finlandssvensk musiker, låtskrivare och musikförläggare. Han var sångare och förgrundsfigur i bandet Trance Dance, som hade flera stora hits under 1980-talet.
Han är finlandssvensk, född och uppvuxen i Ekenäs. Han var redan där aktiv i musiklivet, innan han flyttade till Sverige och gjorde karriär med Trance Dance. Som medlem i den finska gruppen French Kiss gjorde han två album mellan 1982 och 1983, och på den finlandssvenska samlingsskivan Rixrock hade han med låten "Djupt ner i träsket".
Efter popkarriären blev han chef på musikförlaget Tom Bone Music där han även var delägare tillsammans med bland andra Per Gessle. Senare blev Malén verkställande direktör på ett annat musikförlag, Air Chrysalis Scandinavia.
Under åren 1993-1999 var han Creative Manager på musikförlaget Jimmy Fun Music som bland annat hade artister som Brainpool, Broder Daniel, Vildsvin, Rikard Wolff. Han grundade även ”Jimmy Fun Tuesday Night Music Club, en scen för osignade band och artister. 
Mellan 1999 och 2003 var han Creative Director och delägare på Tom Bone Music som arbetade med artister som The Sounds, Twin, Niklas Frisk och Andreas Mattsson. Åren 2003-2011 var han VD på Air Chrysalis Scandinavia som arbetade med artister som A Camp, Raymond & Maria, Fatboy, The Poodles, Entombed, Familjen, Carl Falk, Michel Zitron och Disco Ensemble.
Malén arbetade på Global Chrysalis Germany åren 2008-2011, sedan 2011 arbetade han på Stereoscope Music Scandinavia med artister som Andreas Mattsson, Alice Gernandt, Miriam Bryant. Malén grundade 2012 skivbolaget 100 Songs tillsammans med Ola Håkansson och Klas Lunding.